# 奉先殿

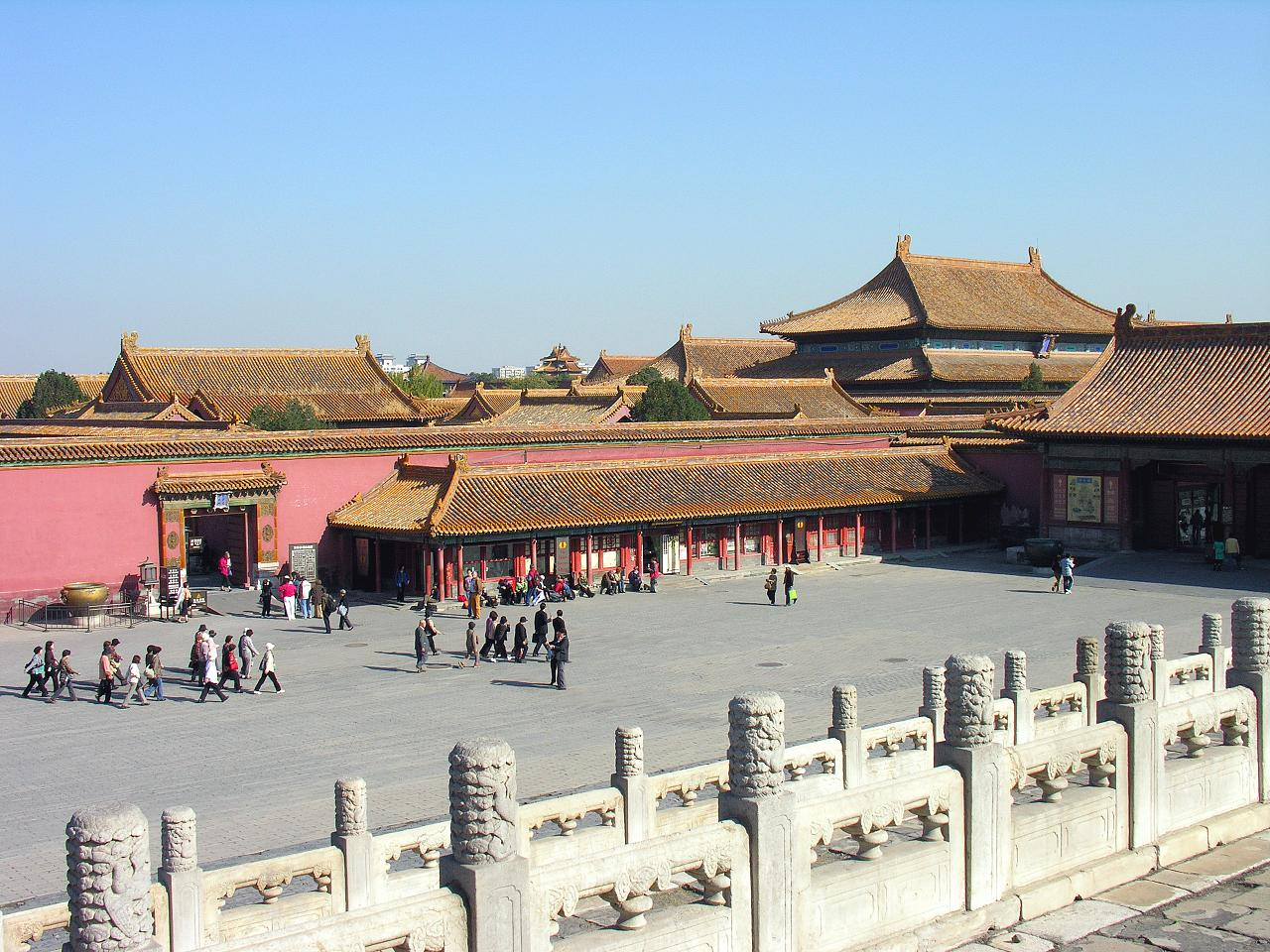
从保和殿后面向东北望，远处重檐庑殿顶的高大建筑是奉先殿。

奉先殿（穆麟德轉寫：fung siyan diyan），位于北京故宫内廷东侧，是明清皇室祭祀祖先用的家庙。2004年，奉先殿再度成为故宫博物院钟表馆。

## 历史

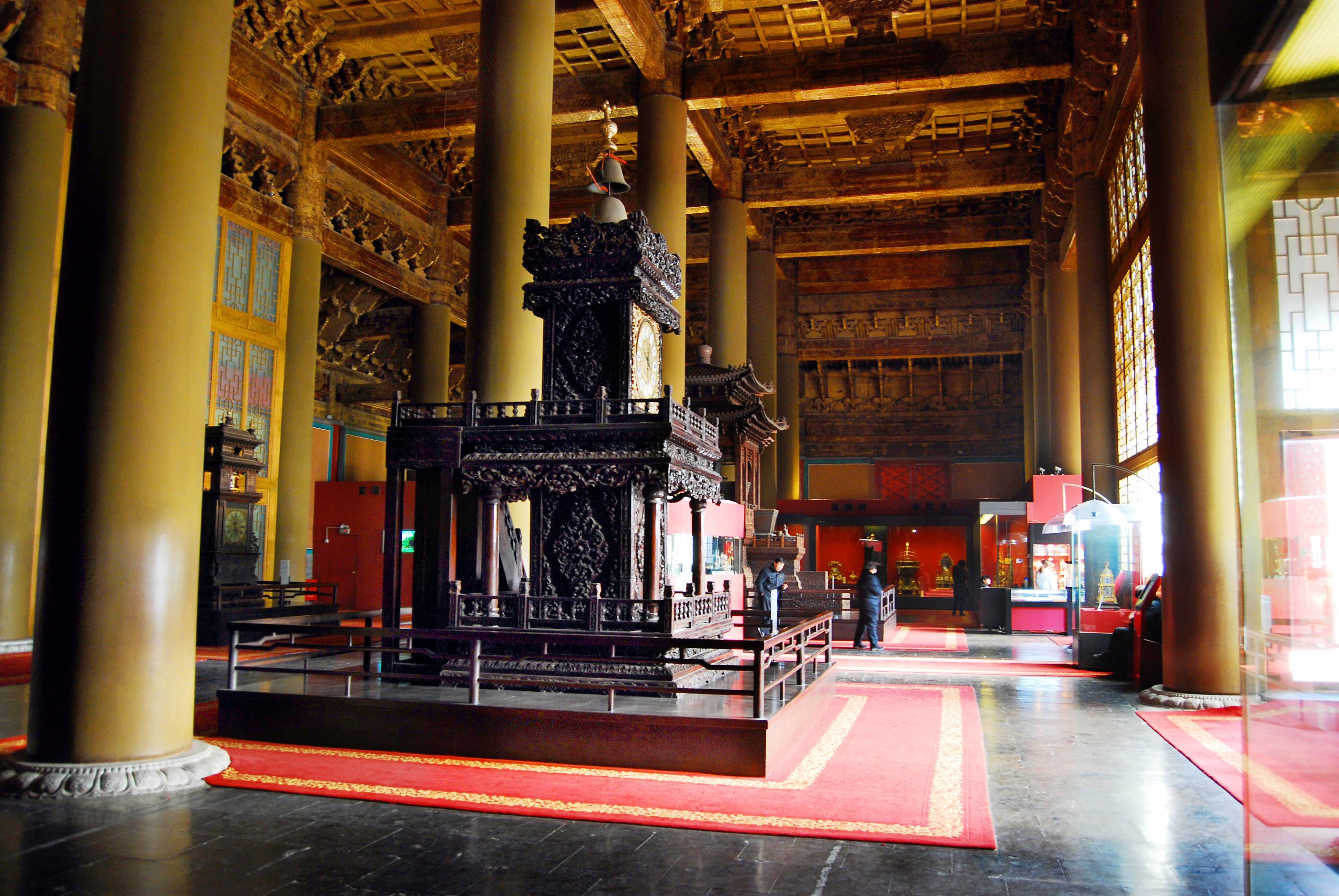
奉先殿内景

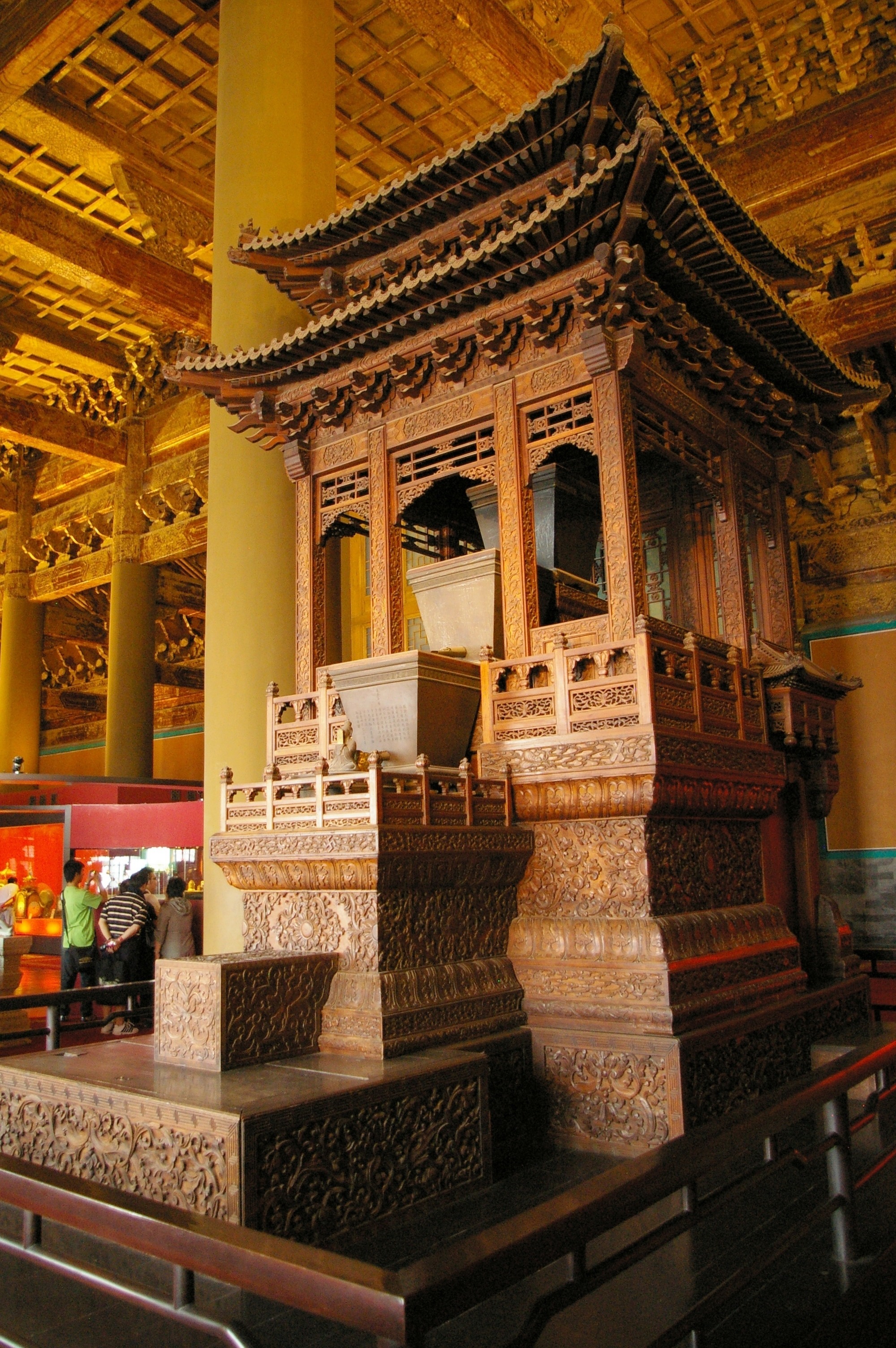
铜壶滴漏，清宫造办处制造，清嘉庆四年。放置于奉先殿内东侧。

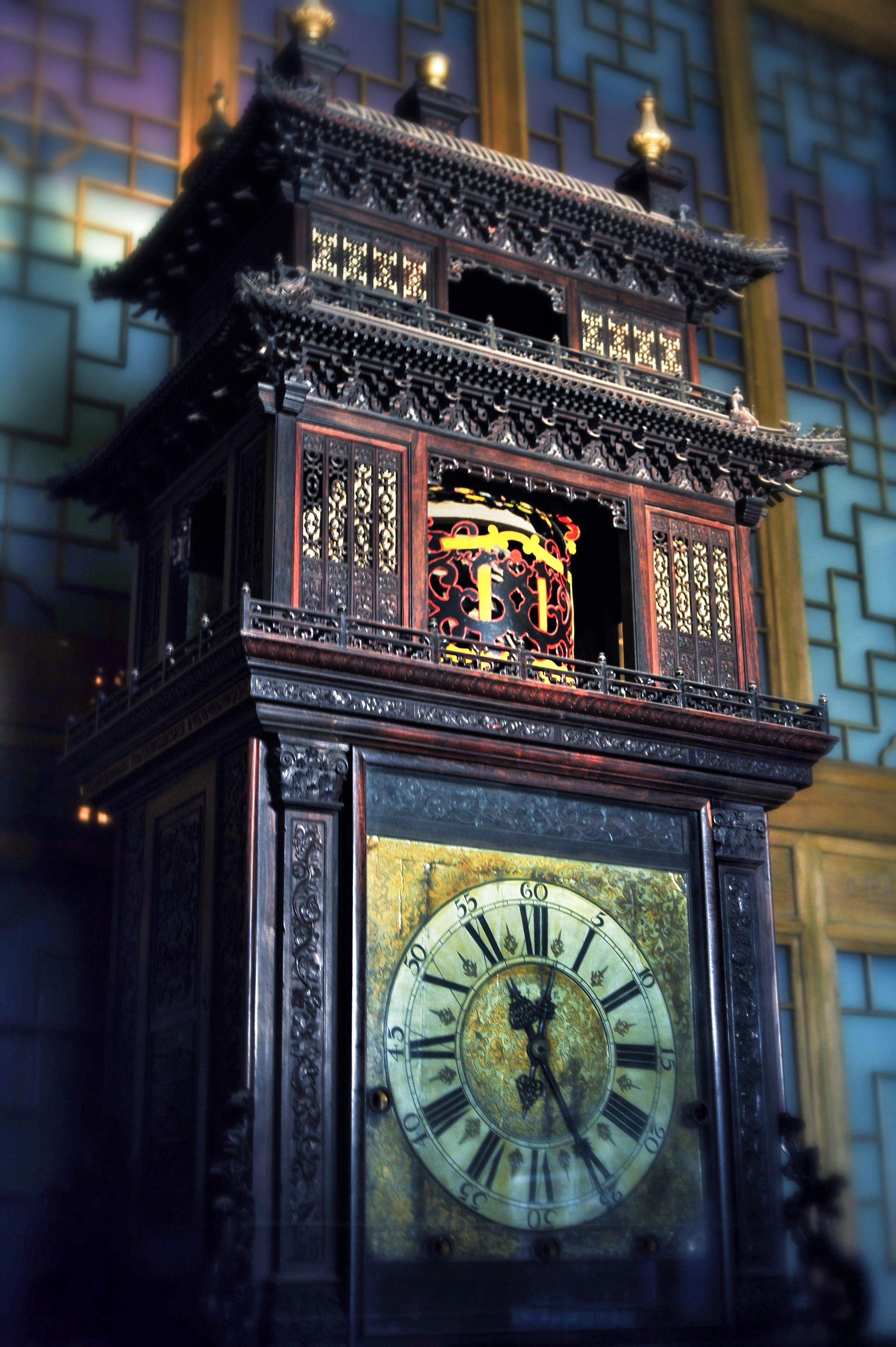
紫檀木楼阁式大更钟，清宫造办处制造，清乾隆。放置于奉先殿内北侧中央。

奉先殿始建于明朝洪武初年，因明太祖認為既有的太廟不夠展現孝思而建。永樂遷都時，明成祖也沿用父制，建設在大內以東的現址。
清朝沿袭明朝旧制，于顺治十四年（1657年）重建，后来又数次修缮。
按照清朝制度，每逢朔望、万寿圣节、元旦、国家大庆等等，大祭于奉先殿前殿；每逢列圣列后圣诞、忌辰以及元宵、清明、中元、霜降、除夕等日，在奉先殿后殿上香行礼；每逢上徽号、册立、册封、御经筵、耕耤、谒陵、巡狩、回銮以及诸庆典，都祗告于奉先殿后殿。 
1966年5月23日，反映四川省大地主刘文彩“残酷剥削”的“收租院”泥塑展在神武门城楼开幕，后来移至奉先殿继续展出。为此，1966年6月到7月，奉先殿工字型大殿被改建为长方形。殿内改挂毛主席像。1966年8月16日，除奉先殿的“收租院”展览以外，故宫其他各处均停止开放，实行闭馆。1966年11月21日，奉先殿前清朝祭祖所用的焚帛炉，由于正对着殿内的毛主席像，且被认为与“收租院”展览内容不符，而遭到拆除。
故宫博物院钟表馆设立于1960年代，此后40多年时间内多次迁移馆址。2004年，故宫博物院钟表馆从保和殿东庑迁回了已修葺一新并恢复工字廊原貌的奉先殿。故宫博物院珍藏有清宫留存的1000多件钟表，其中有清宫造办处及广州、苏州制造的国货，也有外国政府及商人当作礼品赠送的洋货，其中以英国钟表最多，法国、瑞士、美国、日本次之。2004年起，在奉先殿展出清朝时期的各式钟表167件；同时钟表馆不仅保留了钟表转动厅、钟表机芯陈列，还增设了景观陈设；展览中新增20多件西方袖珍小表，清宫造办处制做的“红木人物风扇式钟”也是第一次在中国国内展出。一座清朝乾隆年间的硬木雕花楼式自鸣钟、一座清朝嘉庆年间的铜壶滴漏也是首次在钟表馆展出，两者均有6米高，2米多宽。其中，硬木雕花楼式自鸣钟是故宫博物院目前收藏的最大的自鸣钟，原存皇极殿，雕花繁复，上一次弦便可运行3昼夜。 2019年1月18日，奉先门南侧的南群房区域设为新钟表馆。

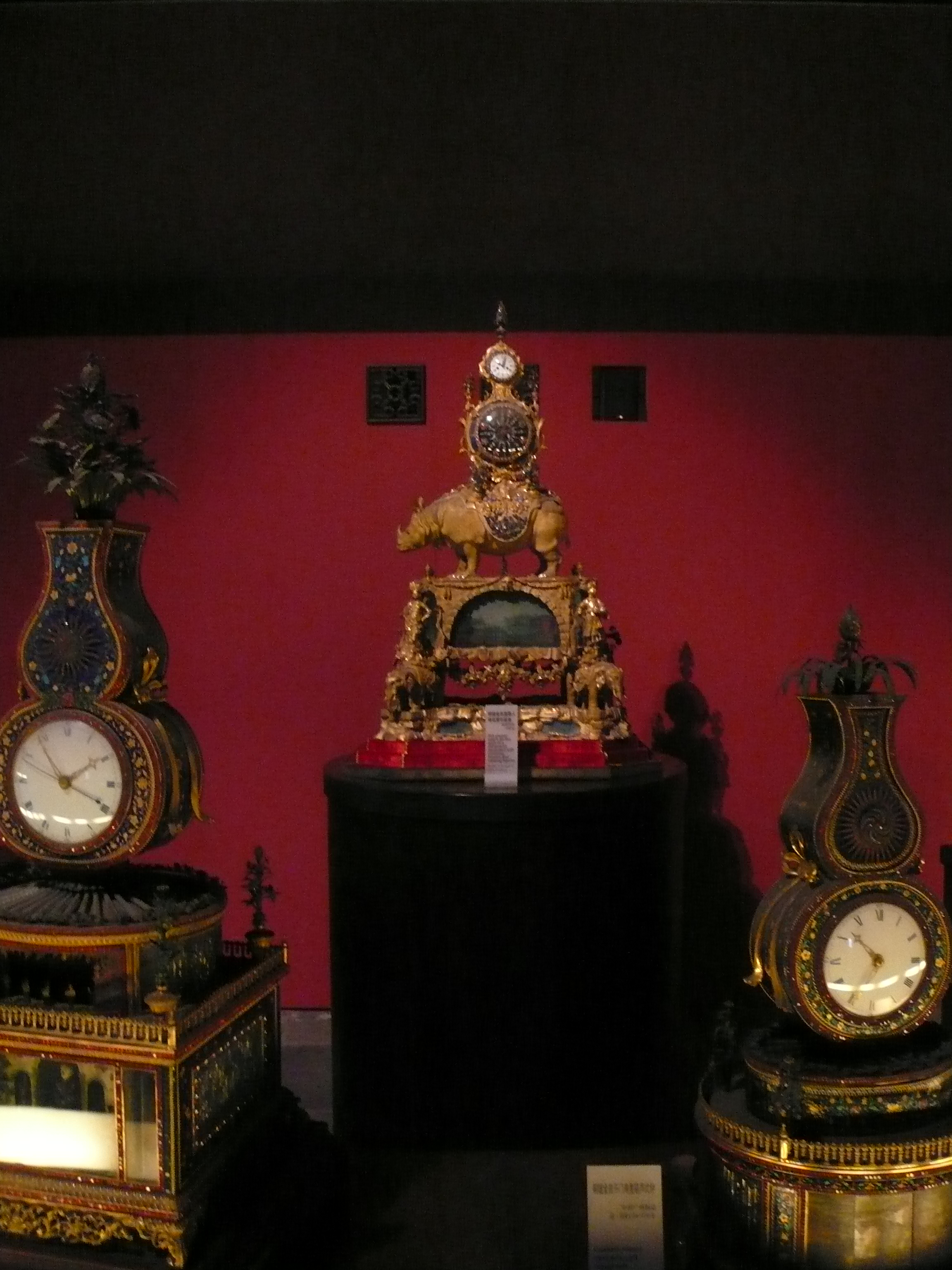
铜镀金乐箱跑人转花犀牛驮表，英国制造，18世纪
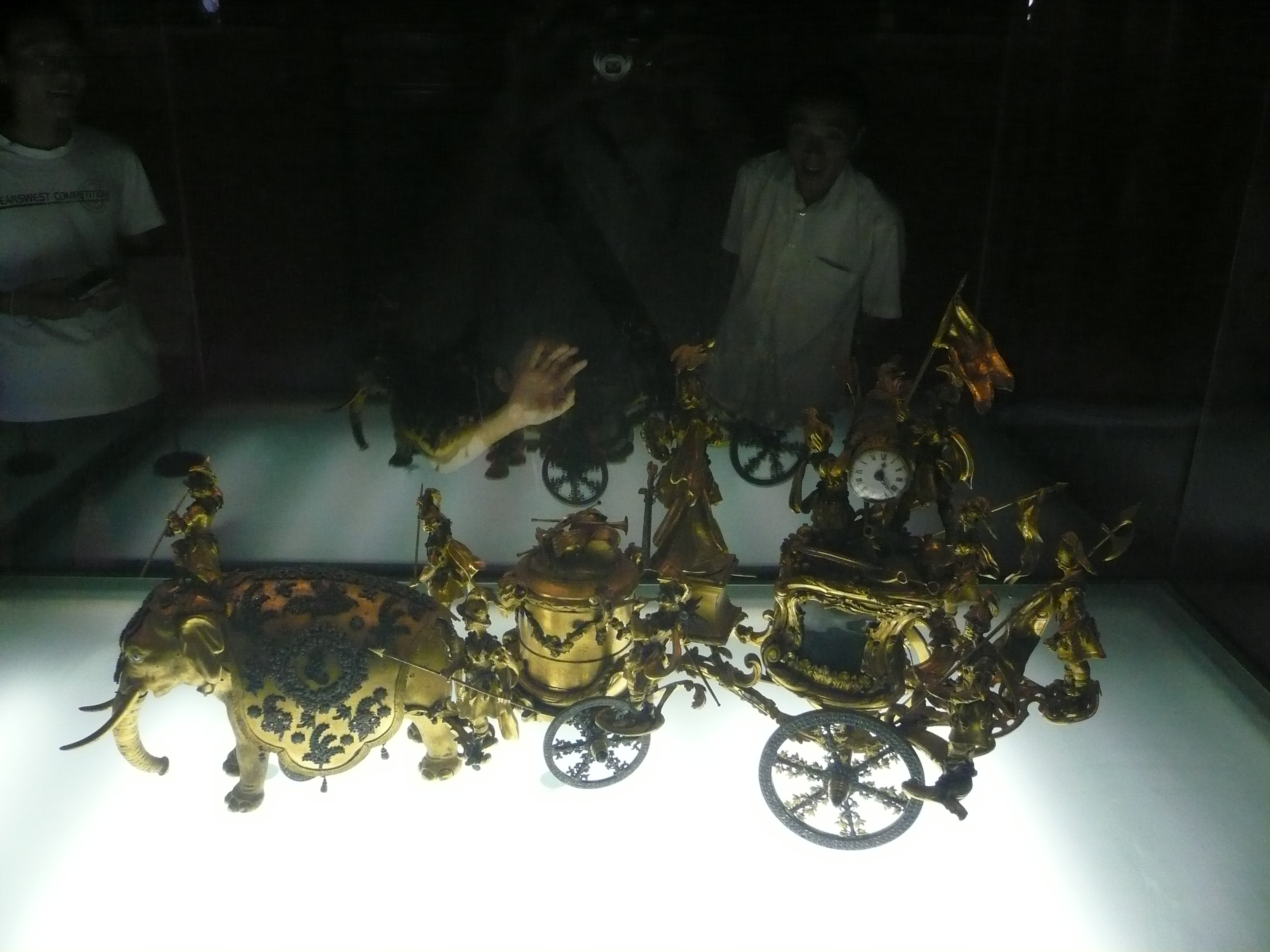
象拉战车表，英国制造，18世纪
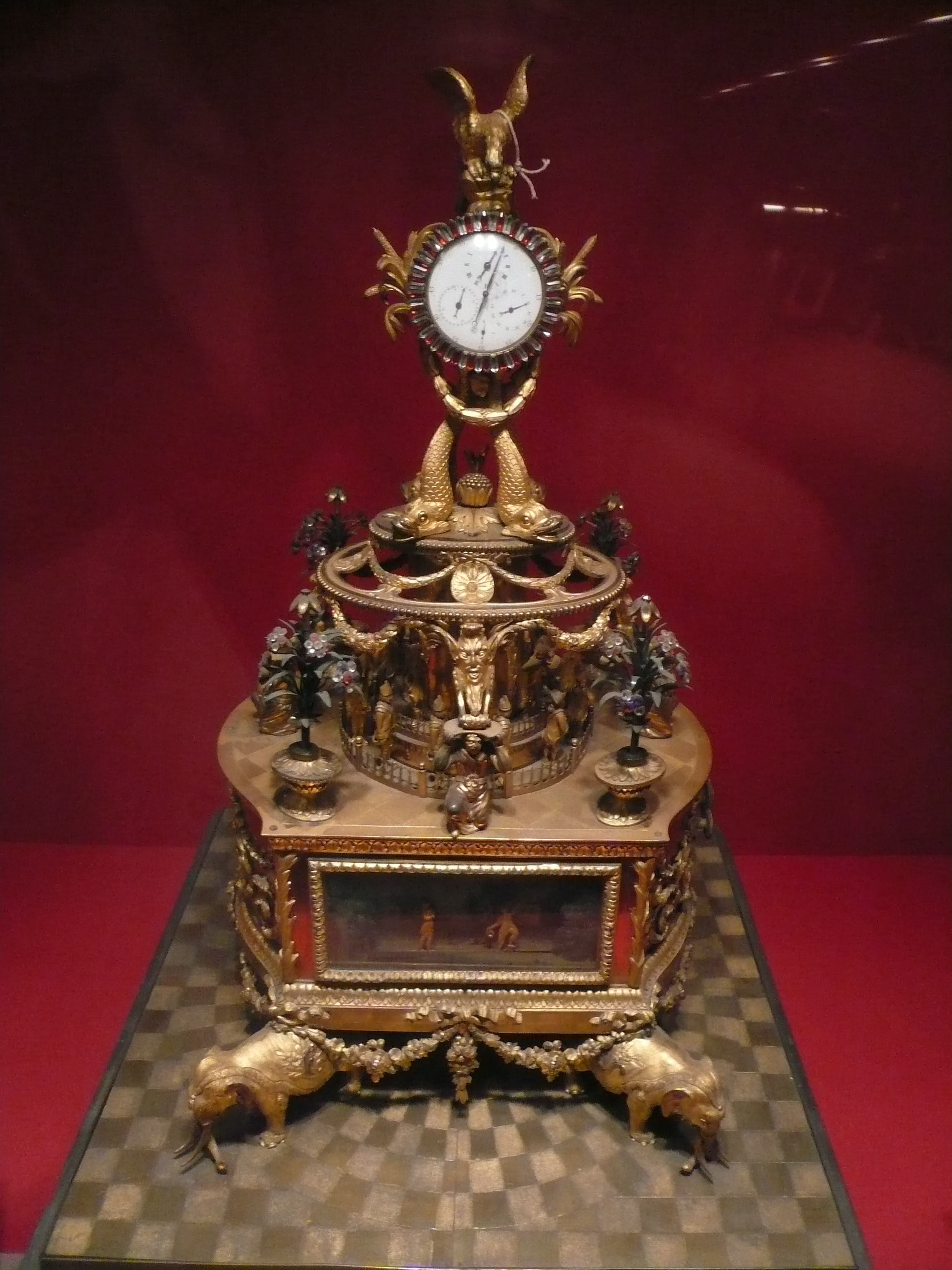
铜镀金四象驮跑人日历表，英国制造，18世纪
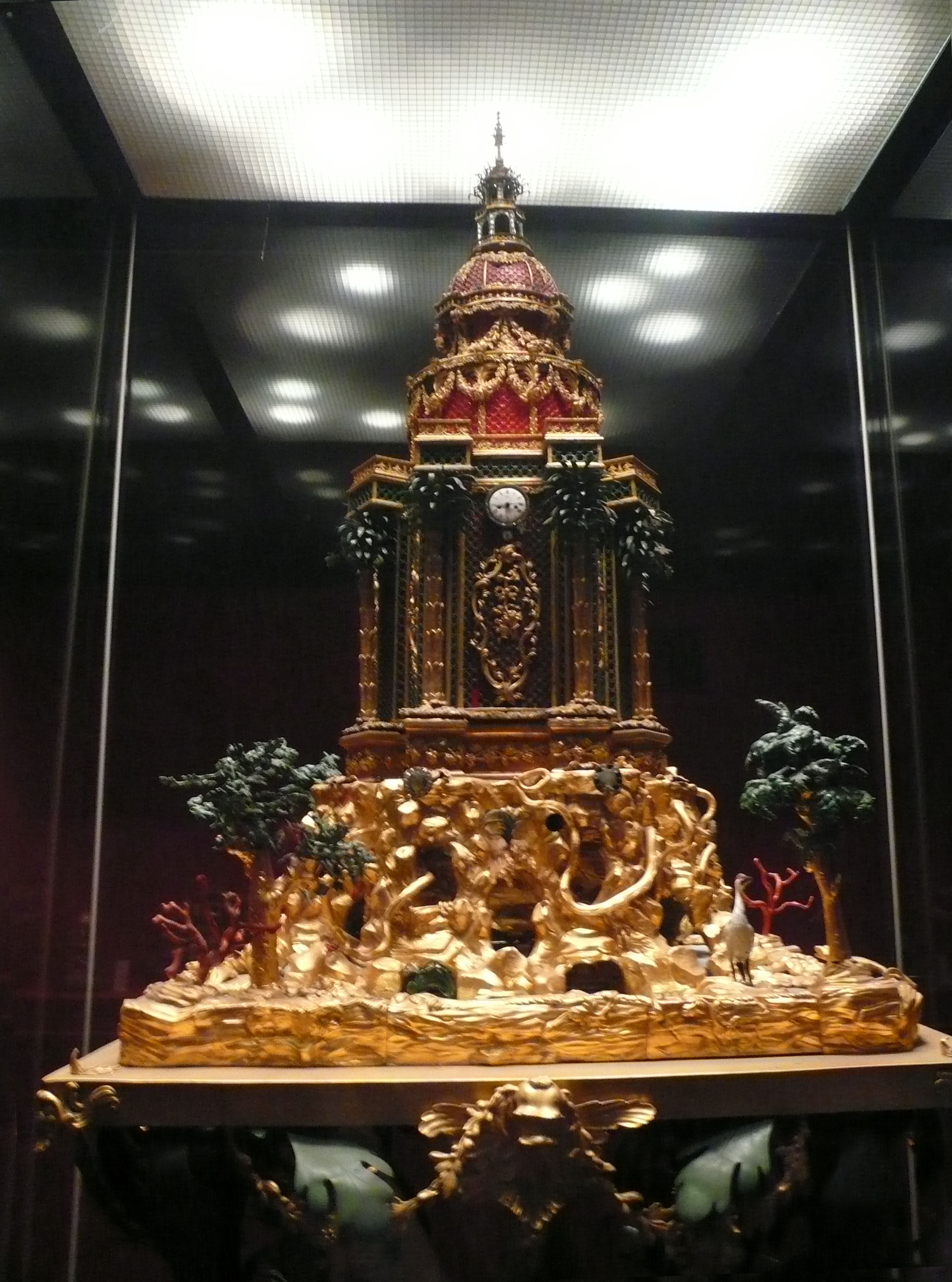
铜镀金雄鸡动物楼阁式钟。英国伦敦James Cox制造，18世纪
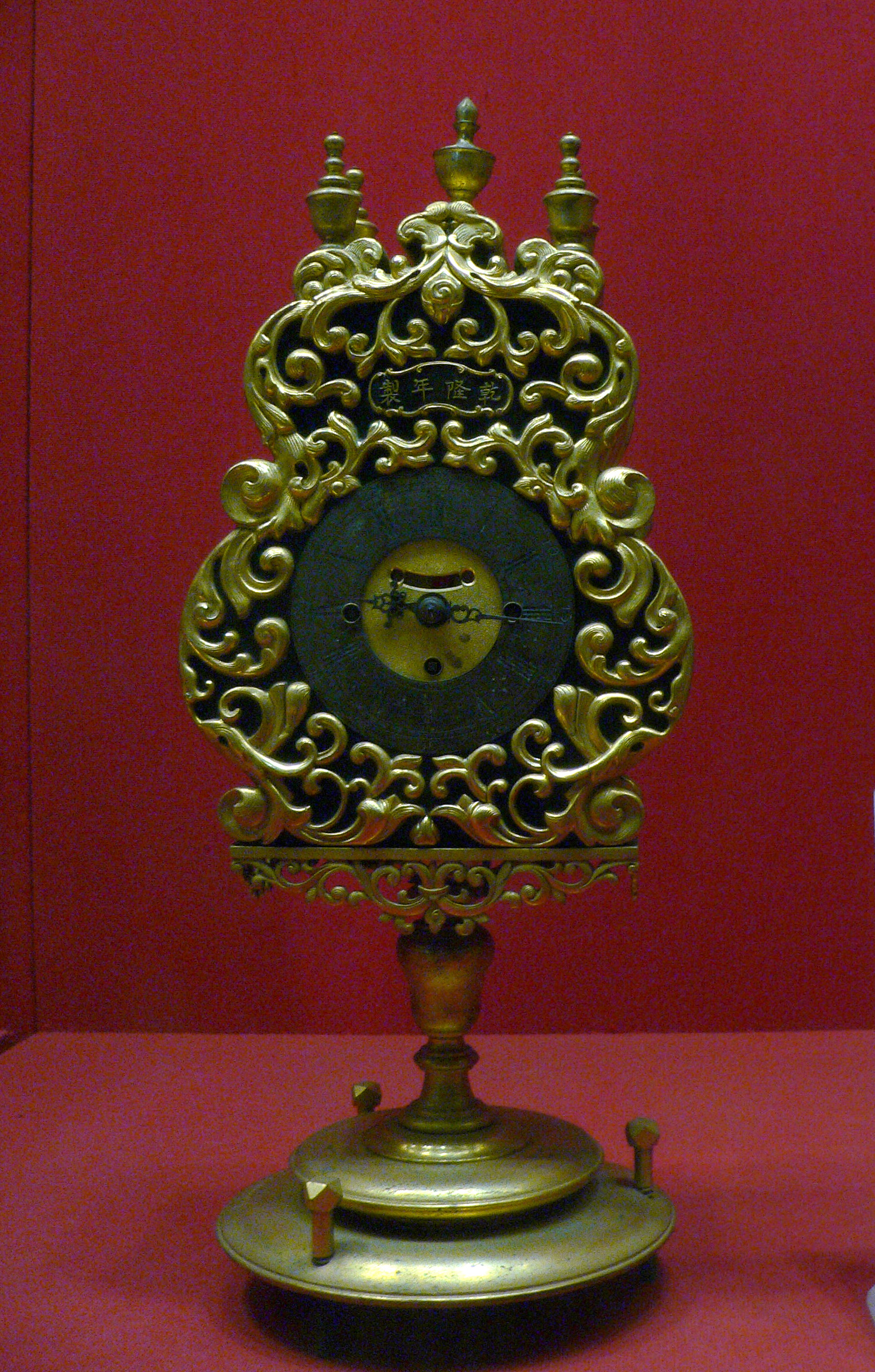
铜镀金冠架钟，清宫造办处制造，清乾隆
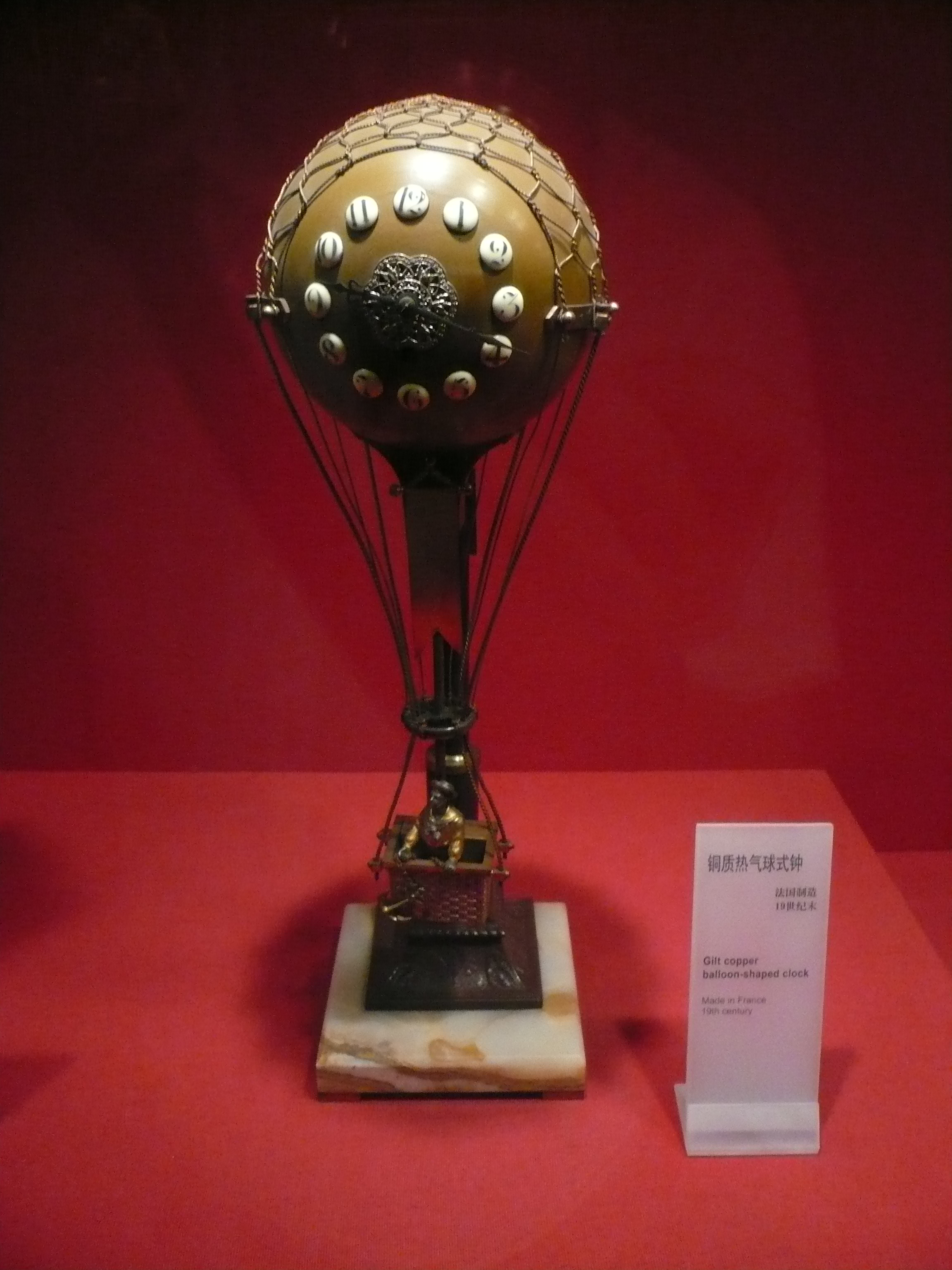
铜质热气球式钟，法国制造，19世纪末

## 建筑
奉先殿是建在白色须弥座上的“工”字形建筑，四周围以高墙。前为正殿，后为寝殿。
- 正殿（前殿）：面阔九间，进深四间，建筑面积1225.00平方米。黄色琉璃瓦重檐庑殿顶，檐下彩绘有金线大点金旋子彩画。前檐中五间开门，是三交六椀菱花隔扇门，后檐中五间接穿堂，其余均为槛窗。殿内设有列圣列后龙凤神宝座、笾豆案、香帛案、祝案、尊案等等。[1]
- 寝殿（后殿）：面阔九间，进深两间，建筑面积755.00平方米。黄色琉璃瓦单檐庑殿顶，外檐彩绘有金线大点金旋子彩画。前檐中五间接穿堂，其余均为槛窗。殿内每间依照后檐分成九室，供奉列圣列后神牌，是“同殿异室”规制，分别设有神龛、宝床、宝椅、楎椸，前设供案、灯檠。[1]

前殿和后殿之间用穿堂相连接，内部形成通道。前殿和后殿室内均以金砖铺地，浑金莲花水草纹天花。前殿前面的月台宽40.00米，深12.00米，总面积500.00平方米，月台上设有日晷、嘉量。须弥座以及月台四周均设有栏板、龙凤纹望柱。
奉先殿没有配殿、庑房，仅在殿前的奉先门外正南设有群房13间，分别为神库、神厨。
奉先殿东侧有一小院，院内有一座面阔三间的小殿。史載此殿原名「崇先殿」，是明朝世宗肅皇帝朱厚熜为奉其父兴献王朱祐杬而建。此殿的祭祀事宜與奉先殿一樣，直到嘉靖十七年（1538年），皇帝得償所願，追尊興獻王為「睿宗獻皇帝」、入祀奉先殿為止。